# Nxt
Nxt (от англ. next — «следующий») — сетевая распределённая криптографическая платформа для запуска защищённых и децентрализованных приложений, например, электронных платёжных систем, мессенджеров, торговых площадок и пр. Средством платежа в криптоплатформе Nxt является криптовалюта, имеющая обозначение NXT. Устойчивость платформы обеспечивается за счёт алгоритма на основе принципа Proof-of-stake (PoS), то есть доказательства хранения средств пользователя за определённый срок.

## Принцип работы
Для достижения консенсуса в распределённой сети Nxt эксплуатирует изобретение Сатоси Накамото, а именно технологию цепочка блоков (англ. blockchain), а для защиты блоков от подделки, применяется метод Proof-of-stake.
Транзакции, инициированные пользователями сети, записываются в блок. Блок должен быть создан, а затем подтверждён другими участниками сети. Выбор пользователя для генерации очередного блока и право подтверждения предыдущего блока вычисляется алгоритмом, который зависит от:
1. SHA256-хеша идентификатора предыдущего блока и открытого ключа пользователя (англ. public key), создавшего предыдущий блок
2. количества средств на счету пользователя, подключённого к сети

Вероятность сформировать очередной блок в цепочке больше у пользователя с бо́льшим эффективным балансом на счету. Эффективным балансом считается количество средств на счету пользователя, не менявшееся последние 1440 блоков.
За формирование блока система вознаграждает суммой комиссий, которая была заплачена за проведение всех транзакций в блоке. Устоявшимся обозначением процесса формирования блоков является слово форжинг (от англ. forge — «ковка»).
Если в системе регистрируется ветвление цепочки блоков (появились одинаковые блоки сформированные разными пользователями), предпочтение отдаётся той цепочке, у которой самая большая кумулятивная сложность, которая определяется суммой средств на счету пользователей сформировавших предыдущие блоки. Транзакция считается безопасной после 10 подтверждений. Таким образом, в случае атаки на платформу атакующему необходимо сформировать 10 новых блоков подряд, подтверждённых пользователями с очень крупными счетами. Предполагается, что вероятность такой ситуации будет велика только при наличии у атакующего более 90 % всех средств сети.

### Статусы транзакций
- Неподтверждённый баланс — до 10 подтверждений (от 1 до ~10 сек.); распоряжаться балансом не безопасно
- Доступный баланс — 10 и более подтверждений (~10-15 мин.); можно безопасно отправлять транзакции
- Гарантированный баланс — 720 и более подтверждений (~24 ч.); транзакции не могут быть реорганизованы программным образом и гарантировано останутся в цепочке блоков[комм. 2]
- Эффективный баланс — 1440 и более подтверждений (~48 ч.); баланс, который может принимать участие в формировании блоков (форжинге)

### Взаимодействие с платформой
Для пользователей Nxt разработано автономное веб-приложение, которое можно использовать локально у себя на компьютере, или онлайн, зайдя в браузере на один из доступных публичных серверов. Причём, если используется официальный клиент, работа в таком режиме вполне безопасна, поскольку пароль не передаётся на сервер — транзакции подписываются локально, а затем в raw-формате передаются на сервер. Работа с платформой выполняется из веб-интерфейса. Новым пользователям предлагается придумать ключевую фразу. В дальнейшем, эта фраза будет использоваться для входа в веб-интерфейс и для подписания транзакций. На основании этой фразы формируется адрес вида NXT-xxxx-xxxx-xxxx-xxxx. Для вновь создаваемых кошельков, при отправке на него самой первой транзакции, необходимо сообщить отправителю, помимо своего адреса, и свой публичный ключ.
Для разработчиков предусмотрено наличие низкоуровневого API и документация по всем использованным java-классам Nxt (в каталоге \nxt\html\doc официального клиента), открытые исходные коды Nxt под свободной лицензией, открытая база данных транзакций Nxt в формате H2.

### Особенности
- Nxt не является форком Биткойна, это самостоятельный программный продукт, созданный анонимными разработчиками с нуля
- Nxt не является криптовалютой, это криптоплатформа со встроенной поддержкой дополнительно создаваемых для неё приложений (в том числе и криптовалют)
- Nxt не требует больших вычислительных или энергетических ресурсов. Полноценный форжинг работает на маломощных платформах, например таких как Raspberry Pi
- Nxt не хранит кошелёк пользователя на физическом носителе, а использует технологию Brain wallet[комм. 3]
- Nxt защищена от атаки «Двойная трата» вплоть до 90 % концентрации ресурсов сети у атакующего
- Nxt автоматически возвращает сумму транзакции обратно на счёт пользователя, если не было ни одного подтверждения транзакции[комм. 4]
- Nxt-сообщество поощряет активные узлы[комм. 5]
- Nxt поддерживает работу с токенами, позволяющими стороннему ресурсу идентифицировать вас как владельца счёта NXT без ввода ключевой фразы

## История создания
- 28 сентября 2013 г. пользователь форума bitcointalk.org BCNext объявил о создании криптографической платформы со 100%-й PoS системой и 100%-й первоначальной эмиссией
- 29 сентября 2013 г. опубликована первая beta-версия программы
- 18 ноября 2013 г. финиширует сбор средств на первоначальную эмиссию NXT
- 24 ноября 2013 г. в сети Nxt сформирован первый генезис блок[7]

По итогам эмиссии, первыми собственниками 1 миллиарда NXT оказались 73 инвестора, которые потратили на краудфандинг платформы сумму в 21 биткойн.

## Распределённые приложения

### Криптовалюта NXT
Базовой расчётной единицей криптоплатформы является криптовалюта, имеющая обозначение NXT. Всего был выпущен 1 миллиард NXT одномоментно, в самой первой транзакции, и дальнейшей эмиссии не предусмотрено. По мнению автора криптовалюты, только такой подход может использоваться при применении принципа Proof-of-stake. Средства на вознаграждение пользователям, поддерживающим устойчивость платформы, берутся из комиссии, которые платятся при совершении транзакций, отправке сообщений, регистрации псевдонимов, покупки активов через систему обмена или товаров в магазине. Минимальная комиссия за любую операцию внутри эко-системы Nxt составляет 1 NXT.
NXT делится до восьми десятичных разрядов. Такая разменная монета называется NQT (англ. NXT Quant) и соответствует 0,00000001 NXT.
В NXT для первоначальной эмиссии и для подтверждения блоков используется только принцип Proof-Of-Stake. Такое сочетание свойств было применено впервые в линейке криптовалют.
По данным на сентябрь 2014 года, NXT торгуется более чем на 10 площадках, в том числе на децентрализованной площадке обмена. С момента поступления на рынок в конце 2013 года NXT торговался в диапазоне от 0,01 $ до 0,06 $ за 1 NXT.
С 29 июля 2014 года датский сервис обмена криптовалют CCEDK стал предлагать к обмену NXT на фиатные деньги.
По уровню капитализации в 2014 году, среди других криптовалют в первом полугодии находился на 3 месте, в начале второго полугодия опустился на 5 место.

### Система псевдонимов
Система псевдонимов (англ. Alias System — AS) предназначена для подмены любых текстовых данных своими (короткими, запоминающимися, красивыми и т. п.) названиями. Внутри эко-системы Nxt это может быть, например, номер счета, который можно подменить с NXT-xxxx-xxxx-xxxx-xxxx на, например, <Название компании>. В общесетевом аспекте, поскольку данные о псевдонимах хранятся в открытой цепочке блоков Nxt и подчиняются общим правилам для транзакций, систему псевдонимов можно использовать, например, в качестве независимого децентрализованного хранилища DNS. Технически, процесс подмены выглядит следующим образом: пользователь в произвольном приложении вводит Nxt-псевдоним, локальная или удалённая служба соединяется с узлами сети Nxt, заменяет Nxt-псевдоним на соответствующие ему данные (например адрес URL) и отсылает результат пользователю.
Владельцем псевдонима является пользователь, который его создал. Владелец может передать или продать псевдоним через магазин цифровых товаров. С момента запуска системы было зарегистрировано более 120 000 псевдонимов.

### Система произвольных сообщений
Система произвольных сообщений (англ. Arbitrary Messages — AM), позволяет пользователям платформы обмениваться сообщениями длиной до 1000 байт. Сообщения помещаются в цепочку блоков как обычная транзакция и, соответственно, не могут быть изменены или отозваны. Официальное клиентское приложение, в дополнении к базовым возможностям платформы, поддерживает опциональное шифрование таких сообщений открытым ключом получателя. Это дополнение к платформе, в основном, используется по прямому назначению — передача сообщений, однако, потенциально этот сервис может быть применён для реализации таких сервисов как защищённое и распределённое хранение magnet-ссылок, электронных голосований, блогов, систем хранения данных. В настоящее время пользователи Nxt отправляют примерно 200 сообщений ежедневно.

### Обмен активами
Обмен активами (англ. Asset Exchange — AE) — встроенная в протокол, распределённая электронная платформа для торговли активами. Платформа позволяет проводить обменные операции с активами участников сети или самому стать эмитентом своих активов. Для проведения торговых операций с активами не требуется доверия трейдеров друг к другу или к торговой платформе. Это достигается благодаря реализации концепции «Цветных монет», суть которой в том, что купля-продажа активов оформляется платформой как обычная транзакция, но с особыми свойствами.
Первая транзакция обмена активов была сделана 12 мая 2014 года. Было выпущено более 250 активов, примерно по 100 из них проходят ежедневные торги.
Активы могут быть как абстрактными (акции, облигации, валюты и их производные), так и реальными физическими объектами. Реальное приобретение объектов происходит следующим образом: покупатель покупает актив в системе Nxt, а затем обменивает его у реального продавца на его натуральный эквивалент. Передача активов в обмен на товар требуют доверия к продавцу.
Для торговли рядом криптовалют через платформу Nxt реализован шлюз Multigateway, которые реализует механизм мультиподписи на базе трёх автоматических серверов. Поддерживается несколько криптовалют: Bitcion, Litecoin, Bitcoindark, Darckcoin и другие. Шлюз «выпускает» соответствующие активы в платформе Nxt: mgwBTC, mgwLTC и т. п.

### Аренда аккаунта
Аренда аккаунта (англ. Account Leasing — AL) даёт возможность пользователю передать весь эффективный баланс своего счёта другому счёту. Необходимость в этом может возникнуть в следующих ситуациях:
- Пользователь не хочет самостоятельно заниматься форжингом и передаёт это право другому (обычно форжинговому пулу)[23]
- Пользователь не хочет держать постоянно подключённый к сети компьютер с большой суммой на счету. Вместо этого он использует другую учётную запись с минимальной суммой на счету и передаёт ей в аренду свой эффективный баланс для безопасного форжинга. Максимальный срок аренды составляет 32767 блоков, что соответствует примерно 36 дням. По истечении срока аренда автоматически прекращается. Во время аренды доступным балансом можно распоряжаться без ограничений.

### Магазин цифровых товаров
Магазин цифровых товаров (англ. Digital Goods Store — DGS) — это встроенная в криптоплатформу децентрализованная площадка для торговли товарами.
Процесс купли-продажи происходит по схеме электронной коммерции С2С (от англ. consumer-to-consumer — потребитель-потребитель), а именно: покупатель выбирает товар, отправляет заказ продавцу, указав цену, количество и крайний срок отправки. Продавец высылает вам информацию о том, как забрать товар, например, ссылку для загрузки цифрового контента. Если продавец не укладывается в указанный крайний срок, отправленная покупателем сумма автоматически возвращается на его счёт.
Поскольку торговля ведётся реальными товарами, важно понимать, что для безопасной сделки требуется доверие сторон. У сторон для проведения сделки есть следующие основания:
У покупателя:
- Анонимность транзакции[комм. 6]
- Анонимность покупки[комм. 7]
- Отсутствие комиссии[комм. 8]

У продавца то же, что и у покупателя, а также:
- Гарантия безотзывного платежа[комм. 9]

Nxt-сообщество позиционирует цифровой магазин как возможность простой реализации результатов творчества независимых художников, артистов, музыкантов и просто талантливых людей.

## Форки
В августе 2014 года Национальный расчётный депозитарий разработал и запустил форк системы Nxt — сервис электронного голосования e-proxy voting.

## Критика
15 сентября 2014 года в твиттере одного из разработчиков Биткойн Джефа Гарзика (англ. Jeff Garzik) прозвучало мнение об уязвимости технологии Nxt и закрытости процесса разработки. Последующая дискуссия вызвала большой резонанс, в том числе в публикациях СМИ. По итогам обсуждения разработчиками Nxt был дан расширенный ответ.
Из других обсуждений Nxt на узкоспециализированных ресурсах можно выделить следующие конструктивные критические мнения, по которым происходит больше всего полемики:
- Несправедливость или неправильность первоначального распределения средств
- Чрезмерно высокая капитализация для новой криптовалюты
- Пользователи с крупными счетами контролируют процессинг

## Интересные факты
- NXT можно безвозвратно уничтожить, если отправить их на адрес первого генезис-счёта.[30] Дело в том, что каждому выпущенному NXT соответствует свой анти-NXT, по аналогии с частицей и античастицей, которые, если их соединить, аннигилируют. Таким образом, если отправить весь миллиард NXT на этот адрес, «вселенная» Nxt исчезнет
- В марте 2014 года учитель информатики из Греции Андроклис Полименис (англ. Androklis Polymenis) пожертвовал 1 миллион NXT (примерно 43 000 $) фонду по содействию сохранения мозга[англ.]. Андроклис Полименис, известный как kLee, является ранним инвестором Nxt (одним из 73). Упомянутый фонд занимается поддержкой исследований по сохранению связности синапсов мозга после смерти его носителя[31]
- Самая крупная кража NXT произошла 15 августа 2014 года. Хакером был украден 51 млн NXT с одной из учётных записей площадки обмена Bter[32][33]. Когда факт кражи подтвердился, была выпущена версия платформы[34] , в которой предусматривалась реорганизация цепочки блоков[комм. 2], а именно исключение всех исходящих транзакций со скомпрометированной учётной записи с момента кражи, без воздействия на любые другие транзакции. Большинство форжеров не поддержало реорганизацию. 17 августа 2014 года сервису удалось договориться с хакером, и вся сумма, за исключением 8 млн NXT, была возвращена.[22]
- Сообщество Nxt выступило одним из спонсоров в проекте по созданию низкоорбитальных гелиевых летательных аппаратов для навигации LOHAN (от англ. Low Orbit Helium Assisted Navigator)[35]